# Montalto delle Marche
Montalto delle Marche là một đô thị ở tỉnh Ascoli Piceno ở vùngMarche, cách khoảng 70 km về phía nam của Ancona và khoảng 15 km về phía bắc của Ascoli Piceno. Đến thời điểm ngày 31 tháng 12 năm 2004, đô thị này có dân số là 2.326, 34,1 km².
Đô thị Montalto delle Marche bao gồm các frazione (đơn vị cấp dưới) Patrignone e Porchia.
Montalto delle Marche giáp các đô thị: Carassai, Castignano, Cossignano, Monte Rinaldo, Montedinove, Montelparo, Ortezzano.